# NGC 5085
NGC 5085 é uma galáxia espiral (Sc) localizada na direcção da constelação de Hydra. Possui uma declinação de -24° 26' 25" e uma ascensão recta de 13 horas, 20 minutos e 17,5 segundos.
A galáxia NGC 5085 foi descoberta em 26 de Março de 1789 por William Herschel.